# Episodi di Squadra mobile (seconda stagione)
La seconda stagione della serie televisiva Squadra mobile, composta da 16 episodi, è stata trasmessa in prima visione assoluta in Italia da Canale 5, dal 13 settembre al 1º novembre 2017.
| nº | Titolo                   | Prima TV Italia   |
| -- | ------------------------ | ----------------- |
| 1  | Primo episodio           | 13 settembre 2017 |
| 2  | Secondo episodio         | 13 settembre 2017 |
| 3  | Terzo episodio           | 20 settembre 2017 |
| 4  | Quarto episodio          | 20 settembre 2017 |
| 5  | Quinto episodio          | 27 settembre 2017 |
| 6  | Sesto episodio           | 27 settembre 2017 |
| 7  | Settimo episodio         | 4 ottobre 2017    |
| 8  | Ottavo episodio          | 4 ottobre 2017    |
| 9  | Nono episodio            | 11 ottobre 2017   |
| 10 | Decimo episodio          | 11 ottobre 2017   |
| 11 | Undicesimo episodio      | 18 ottobre 2017   |
| 12 | Dodicesimo episodio      | 18 ottobre 2017   |
| 13 | Tredicesimo episodio     | 25 ottobre 2017   |
| 14 | Quattordicesimo episodio | 25 ottobre 2017   |
| 15 | Quindicesimo episodio    | 1º novembre 2017  |
| 16 | Sedicesimo episodio      | 1º novembre 2017  |

## Primo episodio
Mentre il vice questore Roberto Ardenzi è ossessionato dalle indagini sull'ex collega Claudio Sabatini, alla Mobile parte un'operazione di cruciale importanza denominata "Mafia Capitale". Una rete di malaffare e corruzione si è infiltrata nel comune di Roma, coinvolgendo politici, imprenditori e faccendieri. La Mobile è chiamata a fare pulizia utilizzando e le intercettazioni telefoniche e il lavoro investigativo. Le indagini partono da un caso di corruzione che coinvolge un collaboratore del comune di Roma.
- Ascolti Italia: telespettatori 2.740.000 - share 12,13%[2]

## Secondo episodio
Ardenzi ha ormai la certezza che Sabatini sia rientrato a Roma e cerca di stringere il cerchio attorno a lui. L'ex agente della Narcotici deve risolvere una situazione importante: ha puntato tutto su una partita di diamanti ma ora qualcuno glieli ha rubati, mandando in fumo i suoi progetti. La squadra intanto deve risolvere un caso di violenza ai danni di una sedicenne da parte di un uomo che si spaccia per un poliziotto. Ardenzi e Sabatini hanno un incontro ravvicinato ma quest'ultimo riesce ancora una volta a fuggire.
- Ascolti Italia: telespettatori 2.740.000 - share 12,13%[2]

## Terzo episodio
Continuano le indagini della Mobile sull’inchiesta "Mafia Capitale". A finire nel mirino è un funzionario, De Marco, che prende mazzette e nel frattempo si indaga sull’uccisione di una donna morta in casa per strangolamento. La polizia ha trovato il marito, il signor Palmieri, abbracciato al suo corpo, in stato confusionale. Sabatini, intanto, cerca l’altro acquirente dei diamanti. Palmieri, accusato della morte della moglie, a cui in passato aveva usato violenza, sottrae la pistola a Giacomo e prende in ostaggio Ardenzi. È convinto che la moglie sia morta per mano di un rapinatore che voleva un hard disk su cui c’erano dei dati di bilanci illeciti. Effettivamente poi si scopre che il colpevole era Flavio, assistente di Palmieri. Roberto scopre fortuitamente che Mauretta sta per diventare ispettore di polizia, ma non è d’accordo. Sabatini riesce a ottenere il nome dell’altro compratore: si tratta di Fausto Gennaretti, del clan dei Casamassima. Ma quando va a casa sua per riscuotere i diamanti lo trova morto, ucciso da un misterioso uomo col passamontagna. Parte lo scontro a fuoco, ma entrambi scappano per l’arrivo della Mobile.
- Ascolti Italia: telespettatori 2.347.000 - share 10,10%[4]

## Quarto episodio
La Mobile indaga sull’uccisione di un uomo: il figlio Rolando, convinto che i colpevoli siano i fratelli Giacalone, proprietari di un bar, sfascia il locale con una mazza da baseball. Intanto Isa scopre che Patrizio, l’uomo che in passato finì in carcere per stalking, è a piede libero e si vuole vendicare di lei. Vanessa è incinta di Claudio e va a fare una visita ginecologica, decisa ad abortire. Si scopre che l’omicida dell’uomo è stato Sergio, migliore amico del figlio Rolando, spinto dalla madre del ragazzo, Elena, con cui aveva una relazione. La segretaria della clinica fa una soffiata alla Mobile, rivelando che Vanessa ha una visita quella sera. Ardenzi e gli altri le tendono una trappola, ma Claudio, scoprendo della gravidanza, va a prenderla e i due scappano insieme. Claudio sa che l’uomo che ha ucciso Gennaretti ha un appuntamento con un farmacista, e va a recuperare i suoi diamanti. Ma Vanessa lo tradisce, e avvisa l’uomo per telefono del fatto che Sabatini sa tutto.
- Ascolti Italia: telespettatori 2.347.000 - share 10,10%[4]

## Quinto episodio
Mentre l'operazione "Mafia Capitale" torna protagonista con l'inchiesta su una truffa nell'ambito del trasporto pubblico, la squadra guidata da Roberto Ardenzi indaga sull'omicidio di un pregiudicato, dopo che una donna ha coraggiosamente fornito l'identikit dell'assassino. Intanto Claudio Sabatini inizia a sospettare che la sua compagna Vanessa potrebbe averlo tradito. Si scopre che Vanessa collabora con la banda che ha rubato i diamanti a Sabatini perché questi tengono sua fratello in ostaggio. Vanessa si reca alla palestra che è il covo della banda ma all'uscita viene arrestata da Ardenzi.
- Ascolti Italia: telespettatori 2.668.000 - share 11,70%[6]

## Sesto episodio
Intanto il vice questore Ardenzi e la Mobile con la cattura di Vanessa hanno un asso nella manica e decidono di giocarlo per tendere una trappola a Claudio Sabatini. Nel frattempo un cliente esasperato dalla mancata concessione di una dilazione del suo mutuo prende in ostaggio l'intera banca dopo aver rubato una pistola alla guardia giurata: tra gli ostaggi c'è anche Riccardo che riesce ad avvertire la Squadra. Isabella è fatta oggetto di minacce
- Ascolti Italia: telespettatori 2.668.000 - share 11,70%[6]

## Settimo episodio
La squadra è chiamata a una prova d’unità dopo che la morte di Vanessa, nell’ambito dell’operazione per prendere Claudio Sabatini, scatena giornali e opinione pubblica contro di loro. Accecato dalla rabbia e determinato a soddisfare la sua sete di vendetta, Sabatini non ha più niente da perdere adesso che ha detto addio alla sua amata Vanessa e al bambino che lei portava in grembo (Vanessa era convinta di essere incinta). A complicare le cose, Sabatini si è convinto erroneamente che a uccidere la sua donna sia stato un proiettile della polizia. Nel frattempo, la Mobile indaga su un caso di presunto rapimento.
- Ascolti Italia: telespettatori 2.867.000 - share 12,90%[8]

## Ottavo episodio
L’inchiesta su "Mafia Capitale" torna alla ribalta quando la Mobile mette gli occhi su alcuni comportamenti anomali da parte della società di raccolta dei rifiuti. Intanto, in ospedale si risveglia dal coma Ernesto Cocco, colui che insieme a Italo Manzi ha rubato i diamanti di Claudio Sabatini. Sia quest’ultimo che Roberto Ardenzi sono molto interessati a sentire cosa potrebbe raccontare Cocco.
- Ascolti Italia: telespettatori 2.867.000 - share 12,90%[8]

## Nono episodio
Cocco e Italo Manzi sono stati uccisi da Claudio Sabatini, uscito dallo scontro gravemente ferito, ma ancora in fuga. Roberto Ardenzi capisce che l’ex collega potrebbe presto mettersi sulle tracce di Guaraldi per fargliela pagare. Nel frattempo, la Squadra inizia ad indagare su una rapina in banca, andata a buon fine grazie a un finto allarme bomba.
- Ascolti Italia: telespettatori 2.590.000 - share 11,3%[10]

## Decimo episodio
Roberto Ardenzi è riuscito ad arrestare Iodice, l’anello di congiunzione tra Guaraldi e Italo Manzi. All’appello, però, manca ancora la prova più importante di tutte: la registrazione che Manzi ha nascosto, sperando di usarla per ricattare Guaraldi. Nel frattempo, Sabatini convince Daria a diventare la sua talpa in Questura. Mentre Isabella dà la caccia al suo misterioso stalker, la Squadra porta avanti l’indagine su "Mafia Capitale", scoprendo un caso di malaffare che riguarda la Marina.
- Ascolti Italia: telespettatori 2.590.000 - share 11,3%[10]

## Undicesimo episodio
Guaraldi è riuscito a sopravvivere per il rotto della cuffia all’agguato di Sabatini, che, però, continua a interferire da lontano nelle indagini di Roberto Ardenzi. Questo è possibile anche grazie alle informazioni che gli vengono passate da Daria, diventata ormai complice dei suoi piani. Nel frattempo, la Squadra si mette all’opera per indagare su un caso di omicidio avvenuto durante una rapina ai danni di un giovane cinese proprietario di un bar, che rischia però di diventare qualcosa di molto più grosso da gestire. L’omicidio sembra infatti causare una vendetta privata della mafia cinese.
- Ascolti Italia: telespettatori 2.388.000 - share 10,1%[12]

## Dodicesimo episodio
Sabatini è riuscito a ottenere la registrazione con la voce di Guaraldi, riuscendo ad anticipare, in questa operazione, il suo nemico Roberto Ardenzi. Dopo che Daria ha accettato di passare informazioni a Sabatini, il sospetto di una talpa in Questura sembra farsi più concreto tra le persone che lavorano insieme a lei, ma nessuno ha ancora prove concrete su quello che sta accadendo. Nel frattempo, le indagini della Squadra proseguono: questa settimana saranno impegnati a fare luce su episodi di strozzinaggio legati alle vicende di "Mafia Capitale". Isabella infine riesce a trovarsi faccia a faccia con il suo stalker, ottenendo quindi la possibilità di chiudere una volta per tutte la questione. Sabatini dà appuntamento a Guaraldi in un centro commerciale per scambiare la scheda con i diamanti ma Guaraldi mentre si reca all'appuntamento si accorge di essere pedinato da Roberta e Giacomo e desiste mandando Pedullà al suo posto mentre Sandro e Ardenzi seguendo Daria che sospettano essere la talpa arrivano al centro commerciale e Ardenzi intercetta Sabatini e lo segue nel garage dove Sabatini gli consegna la scheda ma improvvisamente arriva Pedullà che spara ad Ardenzi e lotta con Sabatini finché tutti e due fuggono all'arrivo dei vigilantes del centro commerciale che chiamano l'ambulanza per Ardenzi. Intanto Daria riesce ad allontanarsi eludendo Sandro.
- Ascolti Italia: telespettatori 2.388.000 - share 10,1%[12]

## Tredicesimo episodio
Ardenzi è riuscito a salvarsi, Guaraldi è stato finalmente arrestato e Sabatini è sempre in fuga, stavolta in compagnia di Daria. Ma l'ex agente non riesce a darsi per vinto e continua nella strenua ricerca dei diamanti rubati. Lo stesso Guaraldi non intende accettare la sconfitta e pianifica un'evasione con i suoi complici. L'avvocato di Guaraldi riesce ad ottenere il trasferimento del suo assistito nel carcere militare di Santa Maria Capua Vetere ma durante il tragitto l'agente della Polizia Penitenziaria complice di Pedullà ferma il furgone, spara al collega e libera Guaraldi mentre interviene Pedullà che cerca di metterlo al sicuro, in quel mentre arriva Sabatini che ferisce Pedullà e lo sequestra mentre Guaraldi si dilegua ed arrivano sul posto Ardenzi e suoi. Nel frattempo, Mauretta si trova a collaborare con la squadra senza dirlo a suo padre sul caso di uno stupratore seriale che riesce ad arrestare grazie ad una sua intuizione.
- Ascolti Italia: telespettatori 2.360.000 - share 10,1%[14]

## Quattordicesimo episodio
Mentre Sabatini è sulle tracce di Guaraldi e dei diamanti, l'inchiesta "Mafia Capitale" è giunta a un punto critico: Ardenzi e la Mobile stringono il cerchio attorno al boss del "mondo di mezzo", lo Zoppo, che opera sotto l'egida del misterioso Architetto. Intanto, per Isabella è giunto il momento di affrontare a viso aperto il suo Stalker, sola e senza il supporto di Ardenzi e dei colleghi.
- Ascolti Italia: telespettatori 2.360.000 - share 10,1%[14]

## Quindicesimo episodio
Ardenzi si scontra con il questore, che vuole che catturi prima Guaraldi, mentre per lui è fondamentale prendere Sabatini. Daria decide di collaborare con la Mobile e riesce a far sapere ad Ardenzi dove si trovano lei e Claudio. Ma dopo una sparatoria, perde il GPS che portava addosso, e Sabatini scappa. Claudio scopre che lei sta collaborando con la polizia, e la abbandona per strada: è diretto all’aeroporto per uccidere Guaraldi, e ci riesce. Ma i diamanti non ci sono, li trova Riccardo.
- Ascolti Italia: telespettatori 2.752.000 - share 11,5%[16]

## Sedicesimo episodio
Adesso Claudio è completamente solo e sa che i diamanti sono in mano alla Mobile. Rapisce allora Mauretta e convince Ardenzi a sottrarre i preziosi dall’ufficio reperti della questura. I colleghi, tuttavia, riescono poi a intervenire e Sabatini viene arrestato. Sembrano non esserci conseguenze per Ardenzi, che potrebbe essere indagato per furto, ma il filmato è stato cancellato e Claudio non ha parlato. Se non fosse che il video è finito, non si sa come, nelle mani dell’Ingegnere.
- Ascolti Italia: telespettatori 2.752.000 - share 11,5%[16]